# Kazujoši Nomači
Kazujoši Nomači (野町 和嘉, Nomači Kazujoši, * 1946, Mihara, prefektura Hirošima) je významný japonský fotograf. V roce 1984 získal cenu Kena Domona.

## Životopis
Fotografuje náboženské obřady, mystické obřady, ztělesnění duchovních hodnot a projevy víry ve všech jejích podobách.
Fotografoval mnoho oblastí světa: Saharu, Etiopii, severní Afriku, Tibet, Saúdskou Arábii, Indii, Andy. Začátkem 90. let konvertoval k islámu, což mu mimo jiné umožnilo se co nejblíže přiblížit pouti do Mekky (Mekka je zakázána nemuslimům) a přístup k velké budově Ka'ba ve tvaru krychle uprostřed „Posvátné mešity“.